# Керченсько-Феодосійська десантна операція
Ке́рченсько-Феодосі́йська деса́нтна опера́ція (26 грудня 1941 — 15 травня 1942) — морська десантна операція радянських військ у початковий період Другої світової війни на території України. Попри первинний успіх, операція закінчилася повним розгромом: три радянські армії були оточені та розбиті. Загальні втрати склали понад 300 тис. осіб, включаючи близько 170 тисяч полонених, а також значна кількість важкого озброєння.

## Завершення
До кінця дня 14 травня гітлерівці захопили західну і південну околиці Керчі та зайняли районний центр Маяк-Салинь. Маршал С.Будьонний  — з дозволу Ставки дає розпорядження про евакуацію військ Кримського фронту з Керченського півострова.
19 травня евакуацією військ Кримського фронту з Керченського на Таманський півострів завершилася Керченська оборонна операція, за 12 днів боїв радянські війська втратили понад 176 тисяч осіб..

## Кінохроніка
- Битва за крым Часть 1